# Favolaschia intermedia
Favolaschia intermedia är en svampart som först beskrevs av Berk. & M.A. Curtis, och fick sitt nu gällande namn av Rolf Singer 1974. Favolaschia intermedia ingår i släktet Favolaschia och familjen Mycenaceae.   Inga underarter finns listade i Catalogue of Life.